# Campeonato Europeo de Baloncesto Masculino de 2022
El XLI Campeonato Europeo de Baloncesto Masculino se celebró conjuntamente en Alemania, República Checa, Georgia e Italia entre el 1 y el 18 de septiembre de 2022 bajo la denominación EuroBasket 2022. El evento fue organizado por la Confederación Europea de Baloncesto (FIBA Europa) y las federaciones de baloncesto de los países sedes.
Inicialmente, el campeonato iba a realizarse en septiembre de 2021, pero debido a la pandemia de COVID-19 y al consiguiente aplazamiento del torneo olímpico, se cambió la fecha para septiembre de 2022.
Un total de veinticuatro selecciones nacionales afiliadas a FIBA Europa compitieron por el título de campeón europeo, cuyo defensor era el equipo de Eslovenia, vencedor del EuroBasket 2017. 
La selección de España consiguió su cuarto título continental al derrotar en la final al equipo de Francia con un marcador de 88-76. En el partido por el tercer puesto el conjunto de Alemania venció al de Polonia (82-69).

## Candidaturas
Para los Eurobasket de 2015 y 2017, FIBA Europa definió tres opciones para organizar los torneos: albergar un grupo preliminar, albergar la fase final o albergar todo el torneo. Estos dos torneos terminaron organizándose en cuatro países diferentes, y el Eurobasket 2021 volvió a ser organizado por cuatro países por tercera vez.
Siete países presentaron su candidatura: 
- Alemania: Colonia y Berlín
- Eslovenia: Liubliana
- Estonia: Tallin
- Georgia: Tiflis
- Hungría: Budapest
- Italia: Milán
- República Checa: Praga

Finalmente, el 15 de julio de 2019, FIBA Europa anunció que los anfitriones serían República Checa, Georgia, Italia y Alemania, con este último albergando la fase de grupos en Colonia y la fase final en Berlín.

## Sedes
| Colonia · Alemania       | Berlín Colonia Praga Milán Tiflis | Berlín · Alemania        |
| Lanxess Arena            | Berlín Colonia Praga Milán Tiflis | Mercedes-Benz Arena      |
| Capacidad: 19 250        | Berlín Colonia Praga Milán Tiflis | Capacidad: 15 280        |
| Fase de grupos (Grupo B) | Berlín Colonia Praga Milán Tiflis | Fase final               |
|                          | Berlín Colonia Praga Milán Tiflis |                          |
| Milán · Italia           | Praga · República Checa           | Tiflis Georgia           |
| Mediolanum Forum         | O2 Arena                          | Arena de Tiflis          |
| Capacidad: 12 331        | Capacidad: 16 805                 | Capacidad: 10 000        |
| Fase de grupos (Grupo C) | Fase de grupos (Grupo D)          | Fase de grupos (Grupo A) |
|                          |                                   |                          |

## Árbitros
Fueron designados los siguientes 44 árbitros para el torneo:
| - Carsten Straube - Geert Jacobs - Ademir Zurapović - Martin Jorozov - Ventsislav Velikov - Martin Vulić - Ilias Kuneles - Zdenko Tomašovič - Boris Krejić - Fernando Calatrava - Luis Castillo - Antonio Conde - Mihkel Männiste - Alexandre Deman - Nicolas Maestre | - Yohan Rosso - Yeoryos Pursanidis - Péter Praksch - Erez Gurion - Beniamino Attard - Lorenzo Baldini - Saverio Lanzarini - Manuel Mazzoni - Andris Aunkrogers - Mārtiņš Kozlovskis - Oskars Lucis - Gatis Saliņš - Gvidas Gedvilas - Gintaras Mačiulis - Zdravko Rutešić | - Radomir Vojinović - Igor Mitrovski - Wojciech Liszka - Michał Proc - Dariusz Zapolski - Paulo Marques - Ivor Matějek - Marius Ciulin - Gizella Gyorgyi - Aleksandar Glišić - Kerem Baki - Yener Yılmaz - Zafer Yılmaz - Serhi Zashchuk |

## Países clasificados
| Equipo               | Método de clasificación | Fecha de clasificación  | Apariciones | Última | Mejor resultado               |
| -------------------- | ----------------------- | ----------------------- | ----------- | ------ | ----------------------------- |
| República Checa      | Países anfitriones      | 15 de julio de 2019     | 6           | 2017   | 7º lugar (2015)               |
| Georgia              | Países anfitriones      | 15 de julio de 2019     | 5           | 2017   | 11er lugar (2011)             |
| Alemania             | Países anfitriones      | 15 de julio de 2019     | 25          | 2017   | (1993)                        |
| Italia               | Países anfitriones      | 15 de julio de 2019     | 38          | 2017   | (1983, 1999)                  |
| Croacia              | Top 3 del Grupo D       | 29 de noviembre de 2020 | 14          | 2017   | (1993, 1995)                  |
| Grecia               | Top 3 del Grupo H       | 29 de noviembre de 2020 | 28          | 2017   | (1987, 2005)                  |
| Bosnia y Herzegovina | Top 3 del Grupo H       | 29 de noviembre de 2020 | 10          | 2015   | 8º lugar (1993)               |
| Israel               | Top 3 del Grupo A       | 30 de noviembre de 2020 | 30          | 2017   | (1979)                        |
| España               | Top 3 del Grupo A       | 30 de noviembre de 2020 | 32          | 2017   | (2009, 2011, 2015)            |
| Eslovenia            | Top 3 del Grupo F       | 30 de noviembre de 2020 | 14          | 2017   | (2017)                        |
| Ucrania              | Top 3 del Grupo F       | 30 de noviembre de 2020 | 9           | 2017   | 6º lugar (2013)               |
| Rusia                | Top 3 del Grupo B       | 19 de febrero de 2021   | 14          | 2017   | (2007)                        |
| Serbia               | Top 3 del Grupo E       | 19 de febrero de 2021   | 7           | 2017   | (2009, 2017)                  |
| Finlandia            | Top 3 del Grupo E       | 19 de febrero de 2021   | 17          | 2017   | 6º lugar (1967)               |
| Polonia              | Top 3 del Grupo A       | 19 de febrero de 2021   | 29          | 2017   | (1963)                        |
| Hungría              | Top 3 del Grupo A       | 19 de febrero de 2021   | 16          | 2017   | (1955)                        |
| Bélgica              | Top 3 del Grupo C       | 20 de febrero de 2021   | 18          | 2017   | 4º lugar (1947)               |
| Países Bajos         | Top 3 del Grupo D       | 20 de febrero de 2021   | 16          | 2015   | 4º lugar (1983)               |
| Turquía              | Top 3 del Grupo D       | 20 de febrero de 2021   | 25          | 2017   | (2001)                        |
| Bulgaria             | Top 3 del Grupo H       | 20 de febrero de 2021   | 25          | 2011   | (1957)                        |
| Francia              | Top 2 del Grupo G       | 20 de febrero de 2021   | 39          | 2017   | (2013)                        |
| Gran Bretaña         | Top 2 del Grupo G       | 20 de febrero de 2021   | 5           | 2017   | 13er lugar (2009, 2011, 2013) |
| Estonia              | Top 3 del Grupo B       | 22 de febrero de 2021   | 6           | 2015   | 5º lugar (1937, 1939          |
| Lituania             | Top 3 del Grupo C       | 22 de febrero de 2021   | 15          | 2017   | (1937, 1939, 2003             |
| Montenegro           | Reemplazo               | 20 de mayo de 2022      | 4           | 2017   | 13er lugar (2017)             |

## Grupos
El sorteo de los grupos se llevó a cabo el 29 de abril de 2021 en Berlín.
| Grupo A          | Grupo B              | Grupo C      | Grupo D         |
| ---------------- | -------------------- | ------------ | --------------- |
| España           | Francia              | Grecia       | Serbia          |
| Rusia Montenegro | Lituania             | Italia       | República Checa |
| Turquía          | Eslovenia            | Croacia      | Polonia         |
| Georgia          | Alemania             | Ucrania      | Finlandia       |
| Bélgica          | Hungría              | Gran Bretaña | Israel          |
| Bulgaria         | Bosnia y Herzegovina | Estonia      | Países Bajos    |

## Primera fase
- Todos los partidos en la hora local de Alemania, Italia, República Checa (UTC+2) o de Georgia (UTC+4).

En esta primera ronda, los equipos juegan en un formato de liga. El equipo ganador de cada partido recibe dos puntos y el perdedor un punto. Tras finalizar todos los partidos, los primeros cuatro equipos de cada grupo pasan a los octavos de final.

### Grupo A
| Pos. | Equipo      | PJ | G | P | PF  | PC  | DP  | Pts | QF               |
| ---- | ----------- | -- | - | - | --- | --- | --- | --- | ---------------- |
| 1    | España      | 5  | 4 | 1 | 431 | 368 | +63 | 9   | Octavos de final |
| 2    | Turquía     | 5  | 3 | 2 | 403 | 378 | +25 | 8   | Octavos de final |
| 3    | Montenegro  | 5  | 3 | 2 | 381 | 378 | +3  | 8   | Octavos de final |
| 4    | Bélgica     | 5  | 3 | 2 | 384 | 383 | +1  | 8   | Octavos de final |
| 5    | Bulgaria    | 5  | 1 | 4 | 427 | 475 | −48 | 6   |                  |
| 6    | Georgia (H) | 5  | 1 | 4 | 381 | 425 | −44 | 6   |                  |

 Fuente: FIBA
Criterios de clasificación: 1) Points; 2) Head-to-head results; 3) Points difference; 4) Points scored.
Notas:
1. 1 2 3  Turquía: 4 pts. (2–0); Montenegro: 4 pts. (2–0); Bélgica: 4 pts. (2–0)
2. 1 2  Georgia 80–92 Bulgaria

Todos los horarios corresponden al huso horario local (hora de Georgia – UTC+4).
Jornada 1
| 1 de septiembre | España                                                                          | 114–87                                | Bulgaria                                                | Tiflis |  |
| 15:30           | Parciales: 28–17, 29–18, 32–31, 25–21                                           | Parciales: 28–17, 29–18, 32–31, 25–21 | Parciales: 28–17, 29–18, 32–31, 25–21                   | |  |
|                 | Estadísticas Brown 17 Garuba, J. Hernangómez 7 Brown 5 Brown, W. Hernangómez 21 | Reporte Pts Reb Asts Val              | Estadísticas 26 Vezenkov 11 Vezenkov 7 Bost 32 Vezenkov | Pabellón: Arena de Tiflis Asistencia: 500 espectadores Árbitros: Erez Gurion Beniamino Manuel Attard Mihkel Männiste |  |

| 1 de septiembre | Turquía                                            | 72–68                                 | Montenegro                                                 | Tiflis |  |
| 18:15           | Parciales: 14–18, 27–13, 12–20, 19–17              | Parciales: 14–18, 27–13, 12–20, 19–17 | Parciales: 14–18, 27–13, 12–20, 19–17                      | |  |
|                 | Estadísticas Larkin 18 Şengün 6 Larkin 7 Larkin 23 | Reporte Pts Reb Asts Val              | Estadísticas 18 Dubljević 7 Simonović 9 Perry 21 Dubljević | Pabellón: Arena de Tiflis Asistencia: 1500 espectadores Árbitros: Saverio Lanzarini Oskars Lūcis Gatis Saliņš |  |

| 1 de septiembre | Bélgica                                                     | 79–76 TE                                          | Georgia                                                                       | Tiflis |  |
| 21:00           | Parciales: 16–11, 22–21, 20–19, 12–19 (T.E.: 9–6)           | Parciales: 16–11, 22–21, 20–19, 12–19 (T.E.: 9–6) | Parciales: 16–11, 22–21, 20–19, 12–19 (T.E.: 9–6)                             | |  |
|                 | Estadísticas Mwema, Tabu 14 Bako 6 Lecomte 5 Mwema, Tabu 14 | Reporte Pts Reb Asts Val                          | Estadísticas 18 Mamukelashvili 13 Mamukelashvili 6 McFadden 29 Mamukelashvili | Pabellón: Arena de Tiflis Asistencia: 6000 espectadores Árbitros: Aleksandar Glišić Dariusz Zapolski Sergii Zashchuk |  |

Jornada 2
| 3 de septiembre | Montenegro                                                  | 76–70                                | Bélgica                                                | Tiflis |  |
| 15:30           | Parciales: 17–14, 20–18, 31–18, 8–20                        | Parciales: 17–14, 20–18, 31–18, 8–20 | Parciales: 17–14, 20–18, 31–18, 8–20                   | |  |
|                 | Estadísticas Dubljević 21 Dubljević 11 Perry 5 Dubljević 30 | Reporte Pts Reb Asts Val             | Estadísticas 25 Obasohan 7 Vanwijn 3 Mwema 25 Obasohan | Pabellón: Arena de Tiflis Asistencia: 1100 espectadores Árbitros: Oskars Lūcis Sergii Zashchuk Beniamino Manuel Attard |  |

| 3 de septiembre | Bulgaria                                                 | 87–101                                | Turquía                                          | Tiflis |  |
| 18:15           | Parciales: 29–31, 23–19, 19–25, 16–26                    | Parciales: 29–31, 23–19, 19–25, 16–26 | Parciales: 29–31, 23–19, 19–25, 16–26            | |  |
|                 | Estadísticas Vezenkov 28 Vezenkov 15 Bost 13 Vezenkov 32 | Reporte Pts Reb Asts Val              | Estadísticas 25 Osman 9 Şengün 9 Larkin 31 Osman | Pabellón: Arena de Tiflis Asistencia: 1600 espectadores Árbitros: Aleksandar Glišić Zdenko Tomašovič Mihkel Männiste |  |

| 3 de septiembre | Georgia                                                                             | 64–90                                 | España                                                                                    | Tiflis |  |
| 21:00           | Parciales: 16–18, 15–22, 16–31, 17–19                                               | Parciales: 16–18, 15–22, 16–31, 17–19 | Parciales: 16–18, 15–22, 16–31, 17–19                                                     | |  |
|                 | Estadísticas Andronikashvili 13 Mamukelashvili 9 Mamukelashvili 3 Mamukelashvili 14 | Reporte Pts Reb Asts Val              | Estadísticas 14 W. Hernangómez 7 W. Hernangómez, J. Hernangómez 5 Brown 17 W. Hernangómez | Pabellón: Arena de Tiflis Asistencia: 7500 espectadores Árbitros: Saverio Lanzarini Dariusz Zapolski Gatis Saliņš |  |

Jornada 3
| 4 de septiembre | Bulgaria                                                     | 81–91                                 | Montenegro                                                               | Tiflis |  |
| 15:30           | Parciales: 21–21, 25–24, 12–22, 23–24                        | Parciales: 21–21, 25–24, 12–22, 23–24 | Parciales: 21–21, 25–24, 12–22, 23–24                                    | |  |
|                 | Estadísticas Vezenkov 26 Vezenkov 8 Karamfilov 7 Vezenkov 32 | Reporte Pts Reb Asts Val              | Estadísticas 23 Mihailović 9 Dubljević 5 Mihailović, Perry 21 Mihailović | Pabellón: Arena de Tiflis Asistencia: 650 espectadores Árbitros: Oskars Lūcis Zdenko Tomašovič Josip Jurčević |  |

| 4 de septiembre | España                                                                    | 73–83                                 | Bélgica                                            | Tiflis |  |
| 18:15           | Parciales: 11–15, 22–17, 21–25, 19–26                                     | Parciales: 11–15, 22–17, 21–25, 19–26 | Parciales: 11–15, 22–17, 21–25, 19–26              | |  |
|                 | Estadísticas W. Hernangómez 18 tres jugadores 4 Brown 8 W. Hernangómez 17 | Reporte Pts Reb Asts Val              | Estadísticas 20 Lecomte 9 Bako 4 Lecomte 22 Gillet | Pabellón: Arena de Tiflis Asistencia: 1600 espectadores Árbitros: Saverio Lanzarini Dariusz Zapolski Erez Gurion |  |

| 4 de septiembre | Turquía                                                   | 83–88 2TE                                              | Georgia                                                                                   | Tiflis |  |
| 21:00           | Parciales: 25–19, 8–17, 16–17, 19–15 (T.E.: 7–7, 8–13)    | Parciales: 25–19, 8–17, 16–17, 19–15 (T.E.: 7–7, 8–13) | Parciales: 25–19, 8–17, 16–17, 19–15 (T.E.: 7–7, 8–13)                                    | |  |
|                 | Estadísticas Şengün 21 Şanlı, Şengün 9 Larkin 7 Şengün 26 | Reporte Pts Reb Asts Val                               | Estadísticas 20 Mamukelashvili 12 Mamukelashvili 6 McFadden 22 Mamukelashvili, Shermadini | Pabellón: Arena de Tiflis Asistencia: 7100 espectadores Árbitros: Aleksandar Glišić Gatis Saliņš Sergii Zashchuk |  |

Jornada 4
| 6 de septiembre | Bélgica                                                             | 63–78                                | Turquía                                                    | Tiflis |  |
| 15:30           | Parciales: 6–20, 24–17, 17–22, 16–19                                | Parciales: 6–20, 24–17, 17–22, 16–19 | Parciales: 6–20, 24–17, 17–22, 16–19                       | |  |
|                 | Estadísticas Bratanovic 15 de Zeeuw 6 Lecomte, Tabu 4 Bratanovic 16 | Reporte Pts Reb Asts Val             | Estadísticas 24 Şengün 8 Şengün 6 Larkin, Şengün 28 Şengün | Pabellón: Arena de Tiflis Asistencia: 1900 espectadores Árbitros: Saverio Lanzarini Dariusz Zapolski Beniamino Manuel Attard |  |

| 6 de septiembre | Montenegro                                                | 65–82                                 | España                                                               | Tiflis |  |
| 18:15           | Parciales: 17–27, 14–26, 17–14, 17–15                     | Parciales: 17–27, 14–26, 17–14, 17–15 | Parciales: 17–27, 14–26, 17–14, 17–15                                | |  |
|                 | Estadísticas Mihailovic 18 Radončić 7 Perry 9 Radončić 17 | Reporte Pts Reb Asts Val              | Estadísticas 18 Brizuela 13 W. Hernangómez 7 Brown 22 W. Hernangómez | Pabellón: Arena de Tiflis Asistencia: 2800 espectadores Árbitros: Oskars Lūcis Sergii Zashchuk Gatis Saliņš |  |

| 6 de septiembre | Georgia                                                                               | 80–92                                 | Bulgaria                                         | Tiflis |  |
| 21:00           | Parciales: 18–14, 20–25, 19–27, 23–26                                                 | Parciales: 18–14, 20–25, 19–27, 23–26 | Parciales: 18–14, 20–25, 19–27, 23–26            | |  |
|                 | Estadísticas Bitadze 21 Mamukelashvili 11 Mamukelashvili 6 Mamukelashvili, Bitadze 23 | Reporte Pts Reb Asts Val              | Estadísticas 33 Bost 14 Vezenkov 12 Bost 38 Bost | Pabellón: Arena de Tiflis Asistencia: 8000 espectadores Árbitros: Erez Gurion Mihkel Männiste Martin Vulić |  |

Jornada 5
| 7 de septiembre | Turquía                                            | 69–72                                 | España                                                                                    | Tiflis |  |
| 15:30           | Parciales: 18–17, 16–21, 16–18, 19–16              | Parciales: 18–17, 16–21, 16–18, 19–16 | Parciales: 18–17, 16–21, 16–18, 19–16                                                     | |  |
|                 | Estadísticas Osman 21 Şengün 12 Larkin 6 Şengün 23 | Reporte Pts Reb Asts Val              | Estadísticas 15 W. Hernangómez 7 W. Hernangómez, J. Hernangómez 7 Brown 19 W. Hernangómez | Pabellón: Arena de Tiflis Asistencia: 2300 espectadores Árbitros: Oskars Lūcis Martin Vulić Beniamino Manuel Attard |  |

| 7 de septiembre | Bulgaria                                                | 80–89                                 | Bélgica                                                | Tiflis |  |
| 18:15           | Parciales: 19–20, 11–21, 30–25, 20–23                   | Parciales: 19–20, 11–21, 30–25, 20–23 | Parciales: 19–20, 11–21, 30–25, 20–23                  | |  |
|                 | Estadísticas Vezenkov 26 Vezenkov 13 Bost 4 Vezenkov 28 | Reporte Pts Reb Asts Val              | Estadísticas 25 Obasohan Obasohan 7 Tabu 6 Obasohan 25 | Pabellón: Arena de Tiflis Asistencia: 5300 espectadores Árbitros: Erez Gurion Zdenko Tomašovič Mihkel Männiste |  |

| 7 de septiembre | Georgia                                                                      | 73–81                                 | Montenegro                                           | Tiflis |  |
| 21:00           | Parciales: 19–21, 16–20, 17–17, 21–23                                        | Parciales: 19–21, 16–20, 17–17, 21–23 | Parciales: 19–21, 16–20, 17–17, 21–23                | |  |
|                 | Estadísticas McFadden 16 Mamukelashvili 10 McFadden, Bitadze 4 Shermadini 22 | Reporte Pts Reb Asts Val              | Estadísticas 22 Drobjnak 11 Radović 9 Perry 24 Perry | Pabellón: Arena de Tiflis Asistencia: 8100 espectadores Árbitros: Saverio Lanzarini Dariusz Zapolski Sergii Zashchuk |  |

### Grupo B
| Pos. | Equipo               | PJ | G | P | PF  | PC  | DP  | Pts | QF               |
| ---- | -------------------- | -- | - | - | --- | --- | --- | --- | ---------------- |
| 1    | Eslovenia            | 5  | 4 | 1 | 464 | 432 | +32 | 9   | Octavos de final |
| 2    | Alemania (H)         | 5  | 4 | 1 | 463 | 411 | +52 | 9   | Octavos de final |
| 3    | Francia              | 5  | 3 | 2 | 381 | 379 | +2  | 8   | Octavos de final |
| 4    | Lituania             | 5  | 2 | 3 | 439 | 412 | +27 | 7   | Octavos de final |
| 5    | Bosnia y Herzegovina | 5  | 2 | 3 | 412 | 438 | −26 | 7   |                  |
| 6    | Hungría              | 5  | 0 | 5 | 382 | 469 | −87 | 5   |                  |

 Fuente: FIBA
Criterios de clasificación: 1) Points; 2) Head-to-head results; 3) Points difference; 4) Points scored.
Notas:
1. 1 2  Alemania 80–88 Eslovenia
2. 1 2  Lituania 87–70 Bosnia y Herzegovina

Todos los horarios corresponden al huso horario local (hora de verano de Europa Central – UTC+2).
Jornada 1
| 1 de septiembre | Bosnia y Herzegovina                                    | 95–85                                 | Hungría                                         | Colonia |  |
| 14:30           | Parciales: 17–23, 28–23, 28–17, 22–22                   | Parciales: 17–23, 28–23, 28–17, 22–22 | Parciales: 17–23, 28–23, 28–17, 22–22           | |  |
|                 | Estadísticas Nurkić, Musa 19 Halilović 9 Musa 6 Musa 25 | Reporte Pts Reb Asts Val              | Estadísticas' 20 Benke 7 Hanga 6 Benke 29 Benke | Pabellón: Lanxess Arena Asistencia: 14 401 espectadores Árbitros: Marius Ciulin Igor Mitrovski Ivor Matějek |  |

| 1 de septiembre | Eslovenia                                        | 92–85                                 | Lituania                                                           | Colonia |  |
| 17:15           | Parciales: 27–27, 24–21, 18–19, 23–18            | Parciales: 27–27, 24–21, 18–19, 23–18 | Parciales: 27–27, 24–21, 18–19, 23–18                              | |  |
|                 | Estadísticas Tobey 24 Tobey 8 Dončić 10 Tobey 27 | Reporte Pts Reb Asts Val              | Estadísticas 19 Kuzminskas 12 Valančiūnas 5 Lekavičius 19 Grigonis | Pabellón: Lanxess Arena Asistencia: 14 465 espectadores Árbitros: Manuel Mazzoni Mārtiņš Kozlovskis Wojciech Liszka |  |

| 1 de septiembre | Francia                                                | 63–76                                 | Alemania                                                             | Colonia |  |
| 20:30           | Parciales: 13–17, 18–21, 12–19, 20–19                  | Parciales: 13–17, 18–21, 12–19, 20–19 | Parciales: 13–17, 18–21, 12–19, 20–19                                | |  |
|                 | Estadísticas Yabusele 18 Gobert 12 Heurtel 8 Gobert 15 | Reporte Pts Reb Asts Val              | Estadísticas 14 Thiemann 6 tres jugadores 5 Lô, Schröder 19 Thiemann | Pabellón: Lanxess Arena Asistencia: 18 017 espectadores Árbitros: Georgios Poursanidis Lorenzo Baldini Michał Proc |  |

Jornada 2
| 3 de septiembre | Alemania                                                        | 92–82                                 | Bosnia y Herzegovina                                  | Colonia |  |
| 14:30           | Parciales: 18–20, 24–27, 28–11, 22–24                           | Parciales: 18–20, 24–27, 28–11, 22–24 | Parciales: 18–20, 24–27, 28–11, 22–24                 | |  |
|                 | Estadísticas Wagner, Schröder 18 Theis 6 Schröder 9 Schröder 19 | Reporte Pts Reb Asts Val              | Estadísticas 30Musa 7 Nurkić 4 tres jugadores 29 Musa | Pabellón: Lanxess Arena Asistencia: 18 017 espectadores Árbitros: Wojciech Liszka Lorenzo Baldini Marius Ciulin |  |

| 3 de septiembre | Lituania                                                       | 73–77                                 | Francia                                                            | Colonia |  |
| 17:15           | Parciales: 25–23, 16–17, 15–10, 17–27                          | Parciales: 25–23, 16–17, 15–10, 17–27 | Parciales: 25–23, 16–17, 15–10, 17–27                              | |  |
|                 | Estadísticas Valančiūnas 15 Sabonis 9 Jokubaitis 5 Grigonis 15 | Reporte Pts Reb Asts Val              | Estadísticas 27 Fournier 5 Yabusele, Fournier 4 Albicy 24 Fournier | Pabellón: Lanxess Arena Asistencia: 18 017 espectadores Árbitros: Manuel Mazzoni Michał Proc Mārtiņš Kozlovskis |  |

| 3 de septiembre | Hungría                                             | 88–103                                | Eslovenia                                          | Colonia |  |
| 20:30           | Parciales: 16–29, 17–25, 27–34, 28–15               | Parciales: 16–29, 17–25, 27–34, 28–15 | Parciales: 16–29, 17–25, 27–34, 28–15              | |  |
|                 | Estadísticas Perl 18 Hopkins, Perl 7 Perl 6 Perl 25 | Reporte Pts Reb Asts Val              | Estadísticas 20 Dončić 7 Dončić 7 Dončić 26 Dončić | Pabellón: Lanxess Arena Asistencia: 18 017 espectadores Árbitros: Georgios Poursanidis Andris Aunkrogers Ilias Kounelles |  |

Jornada 3
| 4 de septiembre | Lituania                                                                | 107–109 TE                                               | Alemania                                                 | Colonia |  |
| 14:30           | Parciales: 19–19, 22–27, 24–20, 24–23 (T.E.: 7–7, 11–13)                | Parciales: 19–19, 22–27, 24–20, 24–23 (T.E.: 7–7, 11–13) | Parciales: 19–19, 22–27, 24–20, 24–23 (T.E.: 7–7, 11–13) | |  |
|                 | Estadísticas Valančiūnas 34 Valančiūnas 14 Valančiūnas 5 Valančiūnas 45 | Reporte Pts Reb Asts Val                                 | Estadísticas 32 Wagner 8 Wagner 8 Schröder 36 Wagner     | Pabellón: Lanxess Arena Asistencia: 18 017 espectadores Árbitros: Manuel Mazzoni Wojciech Liszka Michał Proc |  |

| 4 de septiembre | Eslovenia                                          | 93–97                                 | Bosnia y Herzegovina                             | Colonia |  |
| 17:15           | Parciales: 32–26, 20–23, 21–23, 20–25              | Parciales: 32–26, 20–23, 21–23, 20–25 | Parciales: 32–26, 20–23, 21–23, 20–25            | |  |
|                 | Estadísticas Čančar 22 Dončić 7 Dončić 8 Dragić 24 | Reporte Pts Reb Asts Val              | Estadísticas 23 Roberson 7 Nurkić 5 Musa 24 Musa | Pabellón: Lanxess Arena Asistencia: 15 718 espectadores Árbitros: Lorenzo Baldini Mārtiņš Kozlovskis Igor Mitrovski |  |

| 4 de septiembre | Francia                                               | 78–74                                 | Hungría                                                        | Colonia |  |
| 20:30           | Parciales: 21–17, 21–22, 25–14, 11–21                 | Parciales: 21–17, 21–22, 25–14, 11–21 | Parciales: 21–17, 21–22, 25–14, 11–21                          | |  |
|                 | Estadísticas Yabusele 17 Gobert 9 Heurtel 7 Gobert 20 | Reporte Pts Reb Asts Val              | Estadísticas 18 Hanga 4 Hanga, Váradi 4 Perl, Váradi 16 Váradi | Pabellón: Lanxess Arena Asistencia: 15 724 espectadores Árbitros: Marius Ciulin Andris Aunkrogers Ivor Matějek |  |

Jornada 4
| 6 de septiembre | Bosnia y Herzegovina                                                 | 68–81                                | Francia                                                 | Colonia |  |
| 14:30           | Parciales: 19–19, 15–25, 16–8, 18–29                                 | Parciales: 19–19, 15–25, 16–8, 18–29 | Parciales: 19–19, 15–25, 16–8, 18–29                    | |  |
|                 | Estadísticas tres jugadores 14 Nurkić 10 Atić 5 Nurkić, Halilović 19 | Reporte Pts Reb Asts Val             | Estadísticas 15 Yabusele 12 Gobert 8 Heurtel 24 Heurtel | Pabellón: Lanxess Arena Asistencia: 11 957 espectadores Árbitros: Marius Ciulin Georgios Poursanidis Ilias Kounelles |  |

| 6 de septiembre | Hungría                                                       | 64–87                                 | Lituania                                                                   | Colonia |  |
| 17:15           | Parciales: 18–22, 15–26, 19–26, 12–12                         | Parciales: 18–22, 15–26, 19–26, 12–12 | Parciales: 18–22, 15–26, 19–26, 12–12                                      | |  |
|                 | Estadísticas Perl 16 Benke, Perl 4 cuatro jugadores 2 Perl 15 | Reporte Pts Reb Asts Val              | Estadísticas 21 Valančiūnas 8 Sabonis, Valančiūnas 6 Jokubaitis 30 Sabonis | Pabellón: Lanxess Arena Asistencia: 12 332 espectadores Árbitros: Aleksandar Glišić Andris Aunkrogers Igor Mitrovski |  |

| 6 de septiembre | Alemania                                                 | 80–88                                 | Eslovenia                                           | Colonia |  |
| 20:30           | Parciales: 14–21, 22–23, 19–17, 25–27                    | Parciales: 14–21, 22–23, 19–17, 25–27 | Parciales: 14–21, 22–23, 19–17, 25–27               | |  |
|                 | Estadísticas Schröder 19 Voigtmann 12 Schröder 5 Obst 15 | Reporte Pts Reb Asts Val              | Estadísticas 36 Dončić 10 Dončić 4 Dončić 32 Dončić | Pabellón: Lanxess Arena Asistencia: 18 017 espectadores Árbitros: Mārtiņš Kozlovskis Lorenzo Baldini Martin Horozov |  |

Jornada 5
| 7 de septiembre | Lituania                                                             | 87–70                                 | Bosnia y Herzegovina                           | Colonia |  |
| 14:30           | Parciales: 28–28, 28–14, 19–17, 12–11                                | Parciales: 28–28, 28–14, 19–17, 12–11 | Parciales: 28–28, 28–14, 19–17, 12–11          | |  |
|                 | Estadísticas Grigonis 16 Valančiūnas 15 Valančiūnas 5 Valančiūnas 31 | Reporte Pts Reb Asts Val              | Estadísticas 22 Musa 6 Kamenjaš 5 Musa 20 Musa | Pabellón: Lanxess Arena Asistencia: 12 877 espectadores Árbitros: Mārtiņš Kozlovskis Lorenzo Baldini Martin Horozov |  |

| 7 de septiembre | Francia                                              | 82–88                                 | Eslovenia                                          | Colonia |  |
| 17:15           | Parciales: 19–20, 21–24, 24–20, 18–24                | Parciales: 19–20, 21–24, 24–20, 18–24 | Parciales: 19–20, 21–24, 24–20, 18–24              | |  |
|                 | Estadísticas Gobert 19 Gobert 8 Heurtel 10 Gobert 22 | Reporte Pts Reb Asts Val              | Estadísticas 47 Dončić 7 Dončić 5 Dončić 47 Dončić | Pabellón: Lanxess Arena Asistencia: 13 426 espectadores Árbitros: Aleksandar Glišić Marius Ciulin Georgios Poursanidis |  |

| 7 de septiembre | Hungría                                             | 71–106                                | Alemania                                                         | Colonia |  |
| 20:30           | Parciales: 19–22, 20–32, 19–27, 13–25               | Parciales: 19–22, 20–32, 19–27, 13–25 | Parciales: 19–22, 20–32, 19–27, 13–25                            | |  |
|                 | Estadísticas Perl 15 Perl 4 Vojvoda, Pelr 4 Perl 16 | Reporte Pts Reb Asts Val              | Estadísticas 22 Sengfelder 10 Voigtmann 11 Hollatz 25 Sengfelder | Pabellón: Lanxess Arena Asistencia: 17 513 espectadores Árbitros: Andris Aunkrogers Ivor Matějek Ilias Kounelles |  |

### Grupo C
| Pos. | Equipo       | PJ | G | P | PF  | PC  | DP   | Pts | QF               |
| ---- | ------------ | -- | - | - | --- | --- | ---- | --- | ---------------- |
| 1    | Grecia       | 5  | 5 | 0 | 456 | 391 | +65  | 10  | Octavos de final |
| 2    | Ucrania      | 5  | 3 | 2 | 412 | 396 | +16  | 8   | Octavos de final |
| 3    | Croacia      | 5  | 3 | 2 | 410 | 390 | +20  | 8   | Octavos de final |
| 4    | Italia (H)   | 5  | 3 | 2 | 408 | 363 | +45  | 8   | Octavos de final |
| 5    | Estonia      | 5  | 1 | 4 | 368 | 382 | −14  | 6   |                  |
| 6    | Gran Bretaña | 5  | 0 | 5 | 321 | 453 | −132 | 5   |                  |

 Fuente: FIBA
Criterios de clasificación: 1) Points; 2) Head-to-head results; 3) Points difference; 4) Points scored.
Notas:
1. 1 2 3  Ucrania: 3 pts. (1–1), +6 DP; Croacia: 3 pts. (1–1), 0 DP; Italia: 3 pts. (1–1), -6 DP

Todos los horarios corresponden al huso horario local (hora de verano de Europa Central – UTC+2).
Jornada 1
| 2 de septiembre | Ucrania                                                             | 90–61                                 | Gran Bretaña                                         | Milán |  |
| 14:15           | Parciales: 22–17, 20–15, 24–12, 24–17                               | Parciales: 22–17, 20–15, 24–12, 24–17 | Parciales: 22–17, 20–15, 24–12, 24–17                | |  |
|                 | Estadísticas Mykhailiuk 17 Len 6 Lukashov, Bliznyuk 5 Mykhailiuk 21 | Reporte Pts Reb Asts Val              | Estadísticas 16 Nelson 9 Olaseni 5 Nelson 14 Olaseni | Pabellón: Mediolanum Forum Asistencia: 2596 espectadores Árbitros: Paulo Marques Zafer Yılmaz Zdravko Rutešić |  |

| 2 de septiembre | Croacia                                          | 85–89                                 | Grecia | Milán |  |
| 17:00           | Parciales: 16–24, 14–22, 32–24, 23–19            | Parciales: 16–24, 14–22, 32–24, 23–19 | Parciales: 16–24, 14–22, 32–24, 23–19                                                                         | |  |
|                 | Estadísticas Smith 23 Hezonja 8 Smith 4 Smith 26 | Reporte Pts Reb Asts Val              | Estadísticas 27 Dorsey, G. Antetokounmpo 11 G. Antetokounmpo 6 Calathes, G. Antetokounmpo 30 G. Antetokounmpo | Pabellón: Mediolanum Forum Asistencia: 6844 espectadores Árbitros: Yohan Rosso Luis Castillo Martin Horozov |  |

| 2 de septiembre | Italia                                                      | 83–62                                 | Estonia                                                       | Milán |  |
| 21:00           | Parciales: 21–18, 31–15, 17–19, 14–10                       | Parciales: 21–18, 31–15, 17–19, 14–10 | Parciales: 21–18, 31–15, 17–19, 14–10                         | |  |
|                 | Estadísticas Fontecchio 19 Polonara 11 Spissu 6 Polonara 27 | Reporte Pts Reb Asts Val              | Estadísticas 20 Kriisa 4 Jõesaar 6 Kriisa, Kullamäe 20 Kriisa | Pabellón: Mediolanum Forum Asistencia: 10 864 espectadores Árbitros: Nicolas Maestre Radomir Vojinović Carsten Straube |  |

Jornada 2
| 3 de septiembre | Gran Bretaña                                             | 65–86                                | Croacia                                                    | Milán |  |
| 14:15           | Parciales: 17–20, 14–17, 9–35, 25–14                     | Parciales: 17–20, 14–17, 9–35, 25–14 | Parciales: 17–20, 14–17, 9–35, 25–14                       | |  |
|                 | Estadísticas Hesson 18 Soko 7 Nelson 6 Hesson, Whelan 14 | Reporte Pts Reb Asts Val             | Estadísticas 15 tres jugadores 10 Hezonja 6 Smith 21 Šarić | Pabellón: Mediolanum Forum Asistencia: 2373 espectadores Árbitros: Martin Horozov Paulo Marques Geert Jacobs |  |

| 3 de septiembre | Estonia                                            | 73–74                                 | Ucrania                                                                 | Milán |  |
| 17:00           | Parciales: 21–15, 14–18, 26–23, 12–18              | Parciales: 21–15, 14–18, 26–23, 12–18 | Parciales: 21–15, 14–18, 26–23, 12–18                                   | |  |
|                 | Estadísticas Kotsar 17 Kotsar 9 Kriisa 8 Kotsar 19 | Reporte Pts Reb Asts Val              | Estadísticas 18 Mykhailiuk 9 Bliznyuk 4 Bliznyuk, Sydorov 20 Mykhailiuk | Pabellón: Mediolanum Forum Asistencia: 4418 espectadores Árbitros: Nicolas Maestre Viola Györgyi Zafer Yılmaz |  |

| 3 de septiembre | Grecia                                                                              | 85–81                                 | Italia                                                                  | Milán |  |
| 21:00           | Parciales: 23–17, 24–23, 24–17, 14–24                                               | Parciales: 23–17, 24–23, 24–17, 14–24 | Parciales: 23–17, 24–23, 24–17, 14–24                                   | |  |
|                 | Estadísticas G. Antetokounmpo 25 G. Antetokounmpo 11 Calathes 4 G. Antetokounmpo 31 | Reporte Pts Reb Asts Val              | Estadísticas 26 Fontecchio 10 Polonara 6 Spissu 23 Fontecchio, Polonara | Pabellón: Mediolanum Forum Asistencia: 11 742 espectadores Árbitros: Yohan Rosso Luis Castillo Radomir Vojinović |  |

Jornada 3
| 5 de septiembre | Croacia                                            | 73–70                                 | Estonia                                           | Milán |  |
| 14:15           | Parciales: 20–16, 13–13, 20–19, 20–22              | Parciales: 20–16, 13–13, 20–19, 20–22 | Parciales: 20–16, 13–13, 20–19, 20–22             | |  |
|                 | Estadísticas Matković 17 Šarić 12 Smith 7 Šarić 21 | Reporte Pts Reb Asts Val              | Estadísticas 18 Vene 7 Drell 5 Kullamäe 19 Kotsar | Pabellón: Mediolanum Forum Asistencia: 2972 espectadores Árbitros: Paulo Marques Zafer Yılmaz Carsten Straube |  |

| 5 de septiembre | Gran Bretaña                                                 | 77–93                                 | Grecia                                                               | Milán |  |
| 17:00           | Parciales: 17–24, 26–22, 17–25, 17–22                        | Parciales: 17–24, 26–22, 17–25, 17–22 | Parciales: 17–24, 26–22, 17–25, 17–22                                | |  |
|                 | Estadísticas Nelson 17 Olaseni 11 Soko, Wheatle 5 Olaseni 18 | Reporte Pts Reb Asts Val              | Estadísticas 21 Sloukas 7 Papanikolaou 5 cuatro jugadores 25 Sloukas | Pabellón: Mediolanum Forum Asistencia: 4963 espectadores Árbitros: Yohan Rosso Geert Jacobs Viola Györgyi |  |

| 5 de septiembre | Ucrania                                                    | 84–73                                 | Italia                                                          | Milán                                                                             |  |
| 21:00           | Parciales: 16–21, 22–21, 19–15, 27–16                      | Parciales: 16–21, 22–21, 19–15, 27–16 | Parciales: 16–21, 22–21, 19–15, 27–16                           |                                                                                   |  |
|                 | Estadísticas Mykhailiuk 25 Len 11 Bliznyuk 6 Mykhailiuk 23 | Reporte Pts Reb Asts Val              | Estadísticas 17 Polonara 7 Polonara 3 Spissu, Tonut 18 Polonara | Pabellón: Mediolanum Forum Árbitros: Luis Castillo Martin Horozov Zdravko Rutešić |  |

Jornada 4
| 6 de septiembre | Estonia                                                    | 94–62                                | Gran Bretaña                                          | Milán |  |
| 14:15           | Parciales: 24–18, 25–18, 29–17, 16–9                       | Parciales: 24–18, 25–18, 29–17, 16–9 | Parciales: 24–18, 25–18, 29–17, 16–9                  | |  |
|                 | Estadísticas Drell 20 Raieste, Kotsar 8 Kriisa 7 Kotsar 22 | Reporte Pts Reb Asts Val             | Estadísticas 14 Hesson 11 Wheatle 6 Nelson 19 Wheatle | Pabellón: Mediolanum Forum Asistencia: 5422 espectadores Árbitros: Radomir Vojinović Zdravko Rutešić Geert Jacobs |  |

| 6 de septiembre | Grecia                                                                             | 99–79                                 | Ucrania                                                          | Milán |  |
| 17:00           | Parciales: 23–20, 16–26, 32–11, 28–22                                              | Parciales: 23–20, 16–26, 32–11, 28–22 | Parciales: 23–20, 16–26, 32–11, 28–22                            | |  |
|                 | Estadísticas G. Antetokounmpo 41 G. Antetokounmpo 9 Calathes 7 G. Antetokounmpo 43 | Reporte Pts Reb Asts Val              | Estadísticas 16 Mykhailiuk, Sanon 8 Len 4 Sanon, Bliznyuk 16 Len | Pabellón: Mediolanum Forum Asistencia: 5484 espectadores Árbitros: Luis Castillo Nicolas Maestre Carsten Straube |  |

| 6 de septiembre | Italia                                                               | 81–76                                 | Croacia                                                     | Milán |  |
| 21:00           | Parciales: 22–17, 20–17, 13–25, 26–17                                | Parciales: 22–17, 20–17, 13–25, 26–17 | Parciales: 22–17, 20–17, 13–25, 26–17                       | |  |
|                 | Estadísticas Melli, Fontecchio 19 tres jugadores 5 Spissu 6 Melli 19 | Reporte Pts Reb Asts Val              | Estadísticas 27 Bogdanović 10 Hezonja 4 Smith 24 Bogdanović | Pabellón: Mediolanum Forum Asistencia: 11 745 espectadores Árbitros: Yohan Rosso Paulo Marques Zafer Yılmaz |  |

Jornada 5
| 8 de septiembre | Croacia                                                  | 90–85                                 | Ucrania                                                      | Milán |  |
| 14:15           | Parciales: 21–21, 24–21, 22–25, 23–18                    | Parciales: 21–21, 24–21, 22–25, 23–18 | Parciales: 21–21, 24–21, 22–25, 23–18                        | |  |
|                 | Estadísticas Bogdanović 27 Zubac 8 Mavra 4 Bogdanović 28 | Reporte Pts Reb Asts Val              | Estadísticas 21 Herún 8 Bliznyuk 4 cuatro jugadores 27 Herún | Pabellón: Mediolanum Forum Asistencia: 2753 espectadores Árbitros: Luis Castillo Nicolas Maestre Zafer Yılmaz |  |

| 8 de septiembre | Estonia                                                 | 69–90                                 | Grecia                                                                                     | Milán |  |
| 17:00           | Parciales: 21–27, 15–24, 13–26, 20–13                   | Parciales: 21–27, 15–24, 13–26, 20–13 | Parciales: 21–27, 15–24, 13–26, 20–13                                                      | |  |
|                 | Estadísticas Vene 19 Drell 9 Kriisa, Kullamäe 4 Vene 17 | Reporte Pts Reb Asts Val              | Estadísticas 25 G. Antetokounmpo 5 G. Antetokounmpo 4 G. Antetokounmpo 31 G. Antetokounmpo | Pabellón: Mediolanum Forum Asistencia: 4852 espectadores Árbitros: Yohan Rosso Carsten Straube Viola Györgyi |  |

| 8 de septiembre | Gran Bretaña                                                  | 56–90                                | Italia                                                    | Milán |  |
| 21:00           | Parciales: 20–29, 17–18, 17–20, 2–23                          | Parciales: 20–29, 17–18, 17–20, 2–23 | Parciales: 20–29, 17–18, 17–20, 2–23                      | |  |
|                 | Estadísticas Hesson 18 Wheatle 7 Nelson, Wheatle 3 Wheatle 17 | Reporte Pts Reb Asts Val             | Estadísticas 18 Fontecchio 8 Ricci 5 Pajola 26 Fontecchio | Pabellón: Mediolanum Forum Asistencia: 7232 espectadores Árbitros: Paulo Marques Radomir Vojinović Geert Jacobs |  |

### Grupo D
| Pos. | Equipo              | PJ | G | P | PF  | PC  | DP   | Pts | QF               |
| ---- | ------------------- | -- | - | - | --- | --- | ---- | --- | ---------------- |
| 1    | Serbia              | 5  | 5 | 0 | 466 | 361 | +105 | 10  | Octavos de final |
| 2    | Finlandia           | 5  | 3 | 2 | 432 | 406 | +26  | 8   | Octavos de final |
| 3    | Polonia             | 5  | 3 | 2 | 387 | 414 | −27  | 8   | Octavos de final |
| 4    | República Checa (H) | 5  | 2 | 3 | 416 | 435 | −19  | 7   | Octavos de final |
| 5    | Israel              | 5  | 2 | 3 | 394 | 416 | −22  | 7   |                  |
| 6    | Países Bajos        | 5  | 0 | 5 | 359 | 425 | −66  | 5   |                  |

 Fuente: FIBA
Criterios de clasificación: 1) Points; 2) Head-to-head results; 3) Points difference; 4) Points scored.
Notas:
1. 1 2  Finlandia 89–59 Polonia
2. 1 2  República Checa 88–77 Israel

Todos los horarios corresponden al huso horario local (hora de verano de Europa Central – UTC+2).
Jornada 1
| 2 de septiembre | Israel                                              | 89–87 TE                                           | Finlandia                                                      | Praga |  |
| 14:00           | Parciales: 16–27, 24–13, 21–18, 18–21 (T.E.: 10-8)  | Parciales: 16–27, 24–13, 21–18, 18–21 (T.E.: 10-8) | Parciales: 16–27, 24–13, 21–18, 18–21 (T.E.: 10-8)             | |  |
|                 | Estadísticas Avdija 23 Avdija 15 Blatt 10 Avdija 31 | Reporte Pts Reb Asts Val                           | Estadísticas 33 Markkanen 12 Markkanen 4 Kantonen 33 Markkanen | Pabellón: O2 Arena Asistencia: 5298 espectadores Árbitros: Ademir Zurapović Ventsislav Velikov Péter Praksch |  |

| 2 de septiembre | Polonia                                                                | 99–84                                 | República Checa                                                | Praga |  |
| 17:30           | Parciales: 29–18, 17–28, 23–17, 30–21                                  | Parciales: 29–18, 17–28, 23–17, 30–21 | Parciales: 29–18, 17–28, 23–17, 30–21                          | |  |
|                 | Estadísticas Ponitka 26 Balcerowski, Sokołowski 7 Ponitka 9 Ponitka 26 | Reporte Pts Reb Asts Val              | Estadísticas 17 Veselý 5 Balvín 6 Satoranský 14 tres jugadores | Pabellón: O2 Arena Asistencia: 10 992 espectadores Árbitros: Antonio Conde Boris Krejić Fernando Calatrava |  |

| 2 de septiembre | Serbia                                                  | 100–76                                | Países Bajos                                                 | Praga                                                                                              |  |
| 21:00           | Parciales: 31–21, 20–17, 24–23, 25–15                   | Parciales: 31–21, 20–17, 24–23, 25–15 | Parciales: 31–21, 20–17, 24–23, 25–15                        | |  |
|                 | Estadísticas Jokić 19 Ristić, Jokić 6 Micić 12 Jokić 24 | Reporte Pts Reb Asts Val              | Estadísticas 28 de Jong 6 Haarms 4 van der Vuurst 27 de Jong | Pabellón: O2 Arena Asistencia: 4808 espectadores Árbitros: Yener Yılmaz Gvidas Gedvilas Kerem Baki |  |

Jornada 2
| 3 de septiembre | Finlandia                                               | 89–59                                 | Polonia                                                             | Praga |  |
| 14:00           | Parciales: 26–16, 18–14, 20–14, 25–15                   | Parciales: 26–16, 18–14, 20–14, 25–15 | Parciales: 26–16, 18–14, 20–14, 25–15                               | |  |
|                 | Estadísticas Salin 18 tres jugadores 5 Salin 6 Salin 22 | Reporte Pts Reb Asts Val              | Estadísticas 8 Sokołowski, Ponitka 6 Dziewa 5 Ponitka 10 Sokołowski | Pabellón: O2 Arena Asistencia: 8832 espectadores Árbitros: Ademir Zurapović Boris Krejić Gvidas Gedvilas |  |

| 3 de septiembre | República Checa                                            | 68–81                                 | Serbia                                          | Praga |  |
| 17:30           | Parciales: 15–20, 10–23, 24–17, 19–21                      | Parciales: 15–20, 10–23, 24–17, 19–21 | Parciales: 15–20, 10–23, 24–17, 19–21           | |  |
|                 | Estadísticas Hruban, Krejčí 13 Balvín 9 Sehnal 7 Balvin 14 | Reporte Pts Reb Asts Val              | Estadísticas 18 Jokić 11 Jokić 6 Micić 30 Jokić | Pabellón: O2 Arena Asistencia: 15 067 espectadores Árbitros: Antonio Conde Kerem Baki Fernando Calatrava |  |

| 3 de septiembre | Países Bajos                                                  | 67–74                                 | Israel                                            | Praga                                                                                                 |  |
| 21:00           | Parciales: 18–18, 22–14, 11–18, 16–24                         | Parciales: 18–18, 22–14, 11–18, 16–24 | Parciales: 18–18, 22–14, 11–18, 16–24             | |  |
|                 | Estadísticas de Jong 12 Kherrazi 6 van de Vuurst 5 de Jong 14 | Reporte Pts Reb Asts Val              | Estadísticas 21 Avdija 6 Sorkin 4 Blatt 19 Avdija | Pabellón: O2 Arena Asistencia: 3114 espectadores Árbitros: Yener Yılmaz Alexandre Deman Péter Praksch |  |

Jornada 3
| 5 de septiembre | Polonia                                                    | 85–76                                 | Israel                                            | Praga                                                                                               |  |
| 14:00           | Parciales: 23–16, 16–17, 29–23, 17–20                      | Parciales: 23–16, 16–17, 29–23, 17–20 | Parciales: 23–16, 16–17, 29–23, 17–20             | |  |
|                 | Estadísticas Slaughter 24 Ponitka 9 Ponitka 7 Slaughter 25 | Reporte Pts Reb Asts Val              | Estadísticas 18 Zoosman 8 Avdija 6 Ginat 20 Madar | Pabellón: O2 Arena Asistencia: 2159 espectadores Árbitros: Antonio Conde Kerem Baki Alexandre Deman |  |

| 5 de septiembre | República Checa                                     | 88–80                                 | Países Bajos                                                 | Praga |  |
| 17:30           | Parciales: 24–14, 26–13, 16–30, 22–23               | Parciales: 24–14, 26–13, 16–30, 22–23 | Parciales: 24–14, 26–13, 16–30, 22–23                        | |  |
|                 | Estadísticas Veselý 24 Veselý 7 Kyzlink 9 Veselý 31 | Reporte Pts Reb Asts Val              | Estadísticas 22 Franke 9 Edwards 5 tres jugadores 23 Edwards | Pabellón: O2 Arena Asistencia: 8063 espectadores Árbitros: Ademir Zurapović Boris Krejić Gintaras Mačiulis |  |

| 5 de septiembre | Serbia                                                          | 100–70                                | Finlandia                                                      | Praga                                                                        |  |
| 21:00           | Parciales: 33–22, 29–12, 14–14, 24–22                           | Parciales: 33–22, 29–12, 14–14, 24–22 | Parciales: 33–22, 29–12, 14–14, 24–22                          |                                                                              |  |
|                 | Estadísticas Nedović, Micić 14 Jokić 14 Jokić, Micić 7 Jokić 26 | Reporte Pts Reb Asts Val              | Estadísticas 18 Markkanen 7 Markkanen 5 Markkanen 22 Markkanen | Pabellón: O2 Arena Árbitros: Yener Yılmaz Fernando Calatrava Gvidas Gedvilas |  |

Jornada 4
| 6 de septiembre | Países Bajos                                                              | 69–75                                 | Polonia                                                           | Praga |  |
| 14:00           | Parciales: 20–19, 20–12, 15–17, 14–27                                     | Parciales: 20–19, 20–12, 15–17, 14–27 | Parciales: 20–19, 20–12, 15–17, 14–27                             | |  |
|                 | Estadísticas Kloof 26 Kherrazi, Haarms 4 van der Vuurst, Kloof 4 Kloof 26 | Reporte Pts Reb Asts Val              | Estadísticas 24 Sokołowski 7 Balcerowski 5 Ponitka 26 Balcerowski | Pabellón: O2 Arena Asistencia: 1867 espectadores Árbitros: Fernando Calatrava Ventsislav Velikov Péter Praksch |  |

| 6 de septiembre | Finlandia                                                     | 98–88                                 | República Checa                                         | Praga                                                                                              |  |
| 17:30           | Parciales: 29–18, 22–27, 21–14, 26–29                         | Parciales: 29–18, 22–27, 21–14, 26–29 | Parciales: 29–18, 22–27, 21–14, 26–29                   | |  |
|                 | Estadísticas Markkanen 34 Markkanen 10 Maxhuni 6 Markkanen 34 | Reporte Pts Reb Asts Val              | Estadísticas 22 Hruban 6 Veselý 10 Satoranský 23 Hruban | Pabellón: O2 Arena Asistencia: 10 381 espectadores Árbitros: Antonio Conde Boris Krejić Kerem Baki |  |

| 6 de septiembre | Israel                                           | 78–89                                 | Serbia                                          | Praga |  |
| 21:00           | Parciales: 18–24, 20–26, 20–15, 20–24            | Parciales: 18–24, 20–26, 20–15, 20–24 | Parciales: 18–24, 20–26, 20–15, 20–24           | |  |
|                 | Estadísticas Madar 20 Sorkin 9 Avdija 5 Madar 20 | Reporte Pts Reb Asts Val              | Estadísticas 29 Jokić 11 Jokić 5 Jokić 46 Jokić | Pabellón: O2 Arena Asistencia: 3289 espectadores Árbitros: Ademir Zurapović Yener Yılmaz Gintaras Mačiulis |  |

Jornada 5
| 8 de septiembre | Finlandia                                                 | 88–67                                 | Países Bajos                                                          | Praga |  |
| 14:00           | Parciales: 26–11, 22–20, 28–18, 12–18                     | Parciales: 26–11, 22–20, 28–18, 12–18 | Parciales: 26–11, 22–20, 28–18, 12–18                                 | |  |
|                 | Estadísticas Markkanen 22 Madsen 6 Maxhuni 5 Markkanen 23 | Reporte Pts Reb Asts Val              | Estadísticas 21 de Jong 5 Hammink, Edwards 5 van de Vuurst 21 de Jong | Pabellón: O2 Arena Asistencia: 4619 espectadores Árbitros: Yener Yılmaz Ventsislav Velikov Gintaras Mačiulis |  |

| 8 de septiembre | República Checa                                                     | 88–77                                 | Israel                                            | Praga |  |
| 17:30           | Parciales: 26–17, 27–20, 14–25, 21–15                               | Parciales: 26–17, 27–20, 14–25, 21–15 | Parciales: 26–17, 27–20, 14–25, 21–15             | |  |
|                 | Estadísticas Hruban 25 Satoranský 8 Satoranský 11 tres jugadores 23 | Reporte Pts Reb Asts Val              | Estadísticas 16 Madar 8 Avdija 11 Avdija 23 Ginat | Pabellón: O2 Arena Asistencia: 12 174 espectadores Árbitros: Ademir Zurapović Boris Krejić Gvidas Gedvilas |  |

| 8 de septiembre | Serbia                                          | 96–69                                 | Polonia                                                     | Praga                                                                                                  |  |
| 21:00           | Parciales: 28–14, 24–19, 20–17, 24–19           | Parciales: 28–14, 24–19, 20–17, 24–19 | Parciales: 28–14, 24–19, 20–17, 24–19                       | |  |
|                 | Estadísticas Jokić 19 Jokić 5 Micić 9 Jokić '23 | Reporte Pts Reb Asts Val              | Estadísticas 17 Michalak 5 Olejniczak 6 Ponitka 18 Michalak | Pabellón: O2 Arena Asistencia: 4903 espectadores Árbitros: Antonio Conde Kerem Baki Fernando Calatrava |  |

## Fase final
- Todos los partidos en la hora local de Alemania (UTC+2).

|  | Octavos de final      | Octavos de final      |           |            | Cuartos de final      | Cuartos de final      |  |          | Semifinales      | Semifinales      |          |              | Final            | Final            |  |
|  | 10 y 11 de septiembre | 10 y 11 de septiembre |           |            | 13 y 14 de septiembre | 13 y 14 de septiembre |  |          | 16 de septiembre | 16 de septiembre |          |              | 18 de septiembre | 18 de septiembre |  |
|  |                       |                       |           |            |                       |                       |  |          |                  |                  |          |              |                  |                  |  |
|  |                       |                       |           |            |                       |                       |  |          |                  |                  |          |              |                  |                  |  |
|  | Alemania              | 85                    |           |            |                       |                       |  |          |                  |                  |          |              |                  |                  |  |
|  | Alemania              | 85                    |           |            |                       |                       |  |          |                  |                  |          |              |                  |                  |  |
|  | Montenegro            | 79                    |           |            |                       |                       |  |          |                  |                  |          |              |                  |                  |  |
|  | Montenegro            | 79                    |           | Alemania   | 107                   |                       |  |          |                  |                  |          |              |                  |                  |  |
|  |                       |                       |           | Alemania   | 107                   |                       |  |          |                  |                  |          |              |                  |                  |  |
|  |                       |                       | Grecia    | 96         |                       |                       |  |          |                  |                  |          |              |                  |                  |  |
|  | Grecia                | 94                    | Grecia    | 96         |                       |                       |  |          |                  |                  |          |              |                  |                  |  |
|  | Grecia                | 94                    |           |            |                       |                       |  |          |                  |                  |          |              |                  |                  |  |
|  | República Checa       | 88                    |           |            |                       |                       |  |          |                  |                  |          |              |                  |                  |  |
|  | República Checa       | 88                    |           |            |                       |                       |  | Alemania | 91               |                  |          |              |                  |                  |  |
|  |                       |                       |           |            |                       |                       |  | Alemania | 91               |                  |          |              |                  |                  |  |
|  |                       |                       | España    | 96         |                       |                       |  |          |                  |                  |          |              |                  |                  |  |
|  | España TE             | 102                   | España    | 96         |                       |                       |  |          |                  |                  |          |              |                  |                  |  |
|  | España TE             | 102                   |           |            |                       |                       |  |          |                  |                  |          |              |                  |                  |  |
|  | Lituania              | 94                    |           |            |                       |                       |  |          |                  |                  |          |              |                  |                  |  |
|  | Lituania              | 94                    |           | España     | 100                   |                       |  |          |                  |                  |          |              |                  |                  |  |
|  |                       |                       |           | España     | 100                   |                       |  |          |                  |                  |          |              |                  |                  |  |
|  |                       |                       | Finlandia | 90         |                       |                       |  |          |                  |                  |          |              |                  |                  |  |
|  | Finlandia             | 94                    | Finlandia | 90         |                       |                       |  |          |                  |                  |          |              |                  |                  |  |
|  | Finlandia             | 94                    |           |            |                       |                       |  |          |                  |                  |          |              |                  |                  |  |
|  | Croacia               | 86                    |           |            |                       |                       |  |          |                  |                  |          |              |                  |                  |  |
|  | Croacia               | 86                    |           |            |                       |                       |  |          |                  |                  |          | España       | 88               |                  |  |
|  |                       |                       |           |            |                       |                       |  |          |                  |                  |          | España       | 88               |                  |  |
|  |                       |                       | Francia   | 76         |                       |                       |  |          |                  |                  |          |              |                  |                  |  |
|  | Eslovenia             | 88                    | Francia   | 76         |                       |                       |  |          |                  |                  |          |              |                  |                  |  |
|  | Eslovenia             | 88                    |           |            |                       |                       |  |          |                  |                  |          |              |                  |                  |  |
|  | Bélgica               | 72                    |           |            |                       |                       |  |          |                  |                  |          |              |                  |                  |  |
|  | Bélgica               | 72                    |           | Eslovenia  | 87                    |                       |  |          |                  |                  |          |              |                  |                  |  |
|  |                       |                       |           | Eslovenia  | 87                    |                       |  |          |                  |                  |          |              |                  |                  |  |
|  |                       |                       | Polonia   | 90         |                       |                       |  |          |                  |                  |          |              |                  |                  |  |
|  | Ucrania               | 86                    | Polonia   | 90         |                       |                       |  |          |                  |                  |          |              |                  |                  |  |
|  | Ucrania               | 86                    |           |            |                       |                       |  |          |                  |                  |          |              |                  |                  |  |
|  | Polonia               | 94                    |           |            |                       |                       |  |          |                  |                  |          |              |                  |                  |  |
|  | Polonia               | 94                    |           |            |                       |                       |  | Polonia  | 54               |                  |          |              |                  |                  |  |
|  |                       |                       |           |            |                       |                       |  | Polonia  | 54               |                  |          |              |                  |                  |  |
|  |                       |                       | Francia   | 95         |                       |                       |  |          |                  |                  |          |              |                  |                  |  |
|  | Turquía               | 86                    | Francia   | 95         |                       |                       |  |          |                  |                  |          |              |                  |                  |  |
|  | Turquía               | 86                    |           |            |                       |                       |  |          |                  |                  |          |              |                  |                  |  |
|  | Francia TE            | 87                    |           |            |                       |                       |  |          |                  |                  |          |              |                  |                  |  |
|  | Francia TE            | 87                    |           | Francia TE | 93                    |                       |  |          |                  |                  |          | Tercer lugar | Tercer lugar     |                  |  |
|  |                       |                       |           | Francia TE | 93                    |                       |  |          |                  |                  |          | Tercer lugar | Tercer lugar     |                  |  |
|  |                       |                       | Italia    | 85         |                       |                       |  |          |                  |                  |          |              |                  |                  |  |
|  | Serbia                | 86                    | Italia    | 85         |                       |                       |  |          |                  |                  | Alemania | 82           |                  |                  |  |
|  | Serbia                | 86                    |           |            |                       |                       |  |          |                  |                  | Alemania | 82           |                  |                  |  |
|  | Italia                | 94                    |           |            |                       |                       |  |          |                  |                  |          |              | Polonia          | 69               |  |
|  | Italia                | 94                    |           |            |                       |                       |  |          |                  |                  |          |              | Polonia          | 69               |  |
|  |                       |                       |           |            |                       |                       |  |          |                  |                  |          |              |                  |                  |  |

### Octavos de final
| 10 de septiembre | Turquía                                           | 86–87 TE                                          | Francia                                              | Berlín |  |
| 12:00            | Parciales: 11–18, 24–25, 22–6, 20–28 (T.E.: 9–10) | Parciales: 11–18, 24–25, 22–6, 20–28 (T.E.: 9–10) | Parciales: 11–18, 24–25, 22–6, 20–28 (T.E.: 9–10)    | |  |
|                  | Estadísticas Tuncer 22 Şanlı 7 Hazer 6 Tuncer 20  | Pts Reb Asts Val                                  | Estadísticas 20 Gobert 17 Gobert 7 Heurtel 28 Gobert | Pabellón: Mercedes-Benz Arena Asistencia: 9411 espectadores Árbitros: Antonio Conde Boris Krejić Martin Horozov |  |

| 10 de septiembre | Eslovenia                                          | 88–72                                 | Bélgica                                                 | Berlín |  |
| 14:45            | Parciales: 24–19, 20–22, 19–19, 25–12              | Parciales: 24–19, 20–22, 19–19, 25–12 | Parciales: 24–19, 20–22, 19–19, 25–12                   | |  |
|                  | Estadísticas Dončić 35 Čančar 7 Dončić 5 Dončić 33 | Pts Reb Asts Val                      | Estadísticas 16 Lecomte 10 Gillet 4 Obasohan 16 Lecomte | Pabellón: Mercedes-Benz Arena Asistencia: 9774 espectadores Árbitros: Saverio Lanzarini Fernando Calatrava Gvidas Gedvilas |  |

| 10 de septiembre | Alemania                                                 | 85–79                                 | Montenegro                                         | Berlín |  |
| 18:00            | Parciales: 19–10, 29–14, 19–26, 18–29                    | Parciales: 19–10, 29–14, 19–26, 18–29 | Parciales: 19–10, 29–14, 19–26, 18–29              | |  |
|                  | Estadísticas Schröder 22 Wagner 5 Schröder 8 Schröder 20 | Pts Reb Asts Val                      | Estadísticas 25 Perry 9 Simonović 6 Perry 27 Perry | Pabellón: Mercedes-Benz Arena Asistencia: 12 938 espectadores Árbitros: Luis Castillo Mārtiņš Kozlovskis Paulo Marques |  |

| 10 de septiembre | España                                                          | 102–94 TE                                           | Lituania                                                     | Berlín |  |
| 20:45            | Parciales: 19–20, 21–25, 23–23, 20–15 (T.E.: 19–11)             | Parciales: 19–20, 21–25, 23–23, 20–15 (T.E.: 19–11) | Parciales: 19–20, 21–25, 23–23, 20–15 (T.E.: 19–11)          | |  |
|                  | Estadísticas Brown 28 W. Hernangómez, Garuba 8 Brown 8 Brown 28 | Pts Reb Asts Val                                    | Estadísticas 18 Kuzminskas 9 Sabonis 5 Jokubaitis 20 Sabonis | Pabellón: Mercedes-Benz Arena Asistencia: 12 938 espectadores Árbitros: Yohan Rosso Ademir Zurapović Aleksandar Glišić |  |

| 11 de septiembre | Ucrania                                                           | 86–94                                 | Polonia                                                  | Berlín |  |
| 12:00            | Parciales: 21–24, 24–18, 22–27, 19–25                             | Parciales: 21–24, 24–18, 22–27, 19–25 | Parciales: 21–24, 24–18, 22–27, 19–25                    | |  |
|                  | Estadísticas Bobrov 15 Mykhailiuk, Len 8 Sanon 8 Bobrov, Sanon 17 | Pts Reb Asts Val                      | Estadísticas 24 Slaughter 9 Ponitka 6 Ponitka 26 Ponitka | Pabellón: Mercedes-Benz Arena Asistencia: 6865 espectadores Árbitros: Ademir Zurapović Nicolas Maestre Carsten Straube |  |

| 11 de septiembre | Finlandia                                                           | 94–86                                 | Croacia                                             | Berlín |  |
| 14:45            | Parciales: 20–21, 25–22, 22–22, 27–21                               | Parciales: 20–21, 25–22, 22–22, 27–21 | Parciales: 20–21, 25–22, 22–22, 27–21               | |  |
|                  | Estadísticas Markkanen 43 Markkanen 9 tres jugadores 3 Markkanen 47 | Pts Reb Asts Val                      | Estadísticas 23 Bogdanović 9 Šarić 6 Saric 20 Smith | Pabellón: Mercedes-Benz Arena Asistencia: 6904 espectadores Árbitros: Saverio Lanzarini Mārtiņš Kozlovskis Lorenzo Baldini |  |

| 11 de septiembre | Serbia                                          | 86–94                                 | Italia                                               | Berlín |  |
| 18:00            | Parciales: 28–20, 23–25, 17–21, 18–28           | Parciales: 28–20, 23–25, 17–21, 18–28 | Parciales: 28–20, 23–25, 17–21, 18–28                | |  |
|                  | Estadísticas Jokić 32 Jokić 13 Micić 8 Jokić 41 | Pts Reb Asts Val                      | Estadísticas 22 Spissu 8 Polonara 6 Spissu 29 Spissu | Pabellón: Mercedes-Benz Arena Asistencia: 9788 espectadores Árbitros: Antonio Conde Yener Yılmaz Martin Horozov |  |

| 11 de septiembre | Grecia                                                                              | 94–88                                 | República Checa                                                         | Berlín |  |
| 20:45            | Parciales: 20–20, 21–25, 22–22, 31–21                                               | Parciales: 20–20, 21–25, 22–22, 31–21 | Parciales: 20–20, 21–25, 22–22, 31–21                                   | |  |
|                  | Estadísticas G. Antetokounmpo 27 G. Antetokounmpo 10 Calathes 6 G. Antetokounmpo 30 | Pts Reb Asts Val                      | Estadísticas 21 Veselý 8 Satoranský 17 Satoranský 22 Satoranský, Veselý | Pabellón: Mercedes-Benz Arena Asistencia: 9814 espectadores Árbitros: Yohan Rosso Oskars Lucis Kerem Baki |  |

### Cuartos de final
| 13 de septiembre | España                                                             | 100–90                                | Finlandia                                                    | Berlín |  |
| 17:15            | Parciales: 19–30, 24–22, 30–15, 27–23                              | Parciales: 19–30, 24–22, 30–15, 27–23 | Parciales: 19–30, 24–22, 30–15, 27–23                        | |  |
|                  | Estadísticas W. Hernangómez 27 Garuba 6 Brown 11 W. Hernangómez 28 | Reporte Pts Reb Asts Val              | Estadísticas 28 Markkanen 11 Markkanen 6 Little 35 Markkanen | Pabellón: Mercedes-Benz Arena Asistencia: 7935 espectadores Árbitros: Yohan Rosso Martin Horozov Kerem Baki |  |

| 13 de septiembre | Alemania                                                 | 107–96                                | Grecia                                                                                     | Berlín |  |
| 20:30            | Parciales: 31–27, 26–34, 26–10, 24–25                    | Parciales: 31–27, 26–34, 26–10, 24–25 | Parciales: 31–27, 26–34, 26–10, 24–25                                                      | |  |
|                  | Estadísticas Schröder 26 Theis 16 Schröder 8 Schröder 27 | Reporte Pts Reb Asts Val              | Estadísticas 31 G. Antetokounmpo 7 G. Antetokounmpo 8 G. Antetokounmpo 31 G. Antetokounmpo | Pabellón: Mercedes-Benz Arena Asistencia: 14 073 espectadores Árbitros: Ademir Zurapović Saverio Lanzarini Boris Krejić |  |

| 14 de septiembre | Francia                                               | 93–85 TE                                           | Italia                                                  | Berlín |  |
| 17:15            | Parciales: 27–20, 11–11, 18–31, 21–15 (T.E.: 16–8)    | Parciales: 27–20, 11–11, 18–31, 21–15 (T.E.: 16–8) | Parciales: 27–20, 11–11, 18–31, 21–15 (T.E.: 16–8)      | |  |
|                  | Estadísticas Heurtel 20 Gobert 14 Heurtel 8 Gobert 28 | Reporte Pts Reb Asts Val                           | Estadísticas 21 Spissu, Fontecchio 6 Polonara 20 Spissu | Pabellón: Mercedes-Benz Arena Asistencia: 6324 espectadores Árbitros: Ademir Zurapović Mārtiņš Kozlovskis Aleksandar Glišić |  |

| 14 de septiembre | Eslovenia                                           | 87–90                                | Polonia                                                  | Berlín |  |
| 20:30            | Parciales: 26–29, 13–29, 24–6, 24–26                | Parciales: 26–29, 13–29, 24–6, 24–26 | Parciales: 26–29, 13–29, 24–6, 24–26                     | |  |
|                  | Estadísticas Čančar 21 Dončić 10 Dončić 7 Čančar 24 | Reporte Pts Reb Asts Val             | Estadísticas 26 Ponitka 16 Ponitka 10 Ponitka 41 Ponitka | Pabellón: Mercedes-Benz Arena Asistencia: 7852 espectadores Árbitros: Antonio Conde Martin Horozov Kerem Baki |  |

### Semifinales
| 16 de septiembre | Polonia                                                                    | 54–95                               | Francia                                            | Berlín |  |
| 17:15            | Parciales: 9–15, 9–19, 18–30, 18–31                                        | Parciales: 9–15, 9–19, 18–30, 18–31 | Parciales: 9–15, 9–19, 18–30, 18–31                | |  |
|                  | Estadísticas Slaughter, Michalak 9 Cel 4 Kolenda, Schenk 3 Cel, Michalak 6 | Reporte Pts Reb Asts Val            | Estadísticas 22 Yabusele 10 Fall 6 Heurtel 23 Fall | Pabellón: Mercedes-Benz Arena Asistencia: 11 563 espectadores Árbitros: Saverio Lanzarini Mārtiņš Kozlovskis Lorenzo Baldini |  |

| 16 de septiembre | Alemania                                               | 91–96                                 | España                                                 | Berlín |  |
| 20:30            | Parciales: 24–27, 27–19, 20–19, 20–31                  | Parciales: 24–27, 27–19, 20–19, 20–31 | Parciales: 24–27, 27–19, 20–19, 20–31                  | |  |
|                  | Estadísticas Schröder 30 Obst 5 Schröder 8 Schröder 33 | Reporte Pts Reb Asts Val              | Estadísticas 29 Brown 6 R. Fernández 7 Garuba 27 Brown | Pabellón: Mercedes-Benz Arena Asistencia: 14 073 espectadores Árbitros: Ademir Zurapović Boris Krejić Kerem Baki |  |

### Tercer lugar
| 18 de septiembre | Alemania                                                                | 82–69                                | Polonia                                                                         | Berlín |  |
| 17:15            | Parciales: 19–14, 17–9, 18–26, 28–20                                    | Parciales: 19–14, 17–9, 18–26, 28–20 | Parciales: 19–14, 17–9, 18–26, 28–20                                            | |  |
|                  | Estadísticas Schröder 26 Voigtmann 9 Voigtmann, Schröder 6 Voigtmann 29 | Reporte Pts Reb Asts Val             | Estadísticas 18 Sokołowski 6 Balcerowski, Sokołowski 10 Slaughter 20 Sokołowski | Pabellón: Mercedes-Benz Arena Asistencia: 12 913 espectadores Árbitros: Antonio Conde Yohan Rosso Kerem Baki |  |

### Final
| 18 de septiembre | España                                                                     | 88–76                                 | Francia                                                 | Berlín |  |
| 20:30            | Parciales: 23–14, 24–23, 19–20, 22–19                                      | Parciales: 23–14, 24–23, 19–20, 22–19 | Parciales: 23–14, 24–23, 19–20, 22–19                   | |  |
|                  | Estadísticas J. Hernangómez 27 W. Hernangómez 8 Brown 11 J. Hernangómez 30 | Reporte Pts Reb Asts Val              | Estadísticas 23 Fournier 9 Tarpey 7 Heurtel 20 Fournier | Pabellón: Mercedes-Benz Arena Asistencia: 13 042 espectadores Árbitros: Ademir Zurapović Boris Krejić Mārtiņš Kozlovskis |  |

## Medallero
| España | Francia | Alemania |
| Darío Brizuela Lorenzo Brown Alberto Díaz Jaime Fernández Rudy Fernández Usman Garuba Juancho Hernangómez Willy Hernangómez Xabier López-Arostegui Joel Parra Jaime Pradilla Sebastián Saiz | Andrew Albicy Moustapha Fall Evan Fournier Rudy Gobert Thomas Heurtel Timothé Luwawu-Cabarrot Amath M'Baye Théo Maledon Élie Okobo Vincent Poirier Terry Tarpey Guerschon Yabusele | Niels Giffey Justus Hollatz Maodo Lô Andreas Obst Dennis Schröder Christian Sengfelder Daniel Theis Johannes Thiemann Johannes Voigtmann Franz Wagner Nick Weiler-Babb Jonas Wohlfarth-Bottermann |
| Sergio Scariolo (seleccionador) | Vincent Collet (seleccionador) | Gordon Herbert (seleccionador) |

## Estadísticas

### Clasificación general
| Pos.                                  | Equipo               | J | G-P | PF  | PC  | Dif. | Ranking FIBA | Ranking FIBA | Ranking FIBA |
| Pos.                                  | Equipo               | J | G-P | PF  | PC  | Dif. | A            | D            | +/-          |
| ------------------------------------- | -------------------- | - | --- | --- | --- | ---- | ------------ | ------------ | ------------ |
|                                       | España               | 9 | 8–1 | 817 | 719 | +98  | 2            | 2            | —            |
|                                       | Francia              | 9 | 6–3 | 732 | 692 | +40  | 4            | 5            | 1            |
|                                       | Alemania             | 9 | 7–2 | 828 | 751 | +77  | 11           | 11           | —            |
| 4                                     | Polonia              | 9 | 5–4 | 694 | 764 | -70  | 13           | 13           | —            |
| Eliminados en cuartos de final        |                      |   |     |     |     |      |              |              |              |
| 5                                     | Grecia               | 7 | 6–1 | 646 | 586 | +60  | 9            | 9            | —            |
| 6                                     | Eslovenia            | 7 | 5–2 | 639 | 594 | +45  | 5            | 7            | 2            |
| 7                                     | Finlandia            | 7 | 4–3 | 616 | 589 | +27  | 34           | 25           | 9            |
| 8                                     | Italia               | 7 | 4–3 | 587 | 542 | +45  | 10           | 10           | —            |
| Eliminados en octavos de final        |                      |   |     |     |     |      |              |              |              |
| 9                                     | Serbia               | 6 | 5–1 | 552 | 455 | +97  | 6            | 6            | —            |
| 10                                    | Turquía              | 6 | 3–3 | 489 | 465 | +24  | 15           | 16           | 1            |
| 11                                    | Ucrania              | 6 | 3–3 | 496 | 484 | +12  | 31           | 28           | 3            |
| 12                                    | Croacia              | 6 | 3–3 | 498 | 490 | +8   | 20           | 23           | 3            |
| 13                                    | Montenegro           | 6 | 3–3 | 460 | 463 | -3   | 24           | 18           | 6            |
| 14                                    | Bélgica              | 6 | 3–3 | 456 | 471 | -15  | 36           | 29           | 7            |
| 15                                    | Lituania             | 6 | 2–4 | 533 | 514 | +19  | 8            | 8            | —            |
| 16                                    | República Checa      | 6 | 2–4 | 504 | 529 | -25  | 12           | 12           | —            |
| Quinto clasificado en la primera fase |                      |   |     |     |     |      |              |              |              |
| 17                                    | Israel               | 5 | 2–3 | 394 | 416 | -22  | 41           | 33           | 8            |
| 18                                    | Bosnia y Herzegovina | 5 | 2–3 | 412 | 438 | -26  | 45           | 37           | 8            |
| 19                                    | Estonia              | 5 | 1–4 | 368 | 382 | -14  | 47           | 44           | 3            |
| 20                                    | Bulgaria             | 5 | 1–4 | 427 | 475 | -48  | 51           | 47           | 4            |
| Sexto clasificado en la primera fase  |                      |   |     |     |     |      |              |              |              |
| 21                                    | Georgia              | 5 | 1–4 | 381 | 425 | -44  | 35           | 32           | 3            |
| 22                                    | Países Bajos         | 5 | 0–5 | 359 | 425 | -66  | 46           | 46           | —            |
| 23                                    | Hungría              | 5 | 0–5 | 382 | 469 | -87  | 42           | 40           | 2            |
| 24                                    | Gran Bretaña         | 5 | 0–5 | 321 | 453 | -132 | 44           | 48           | 4            |

Fuente: FIBA Europa Archivado el 20 de septiembre de 2022 en Wayback Machine.

### Máximos anotadores
| Núm. | Nombre                | Selección | Puntos | Partidos jugados |
| ---- | --------------------- | --------- | ------ | ---------------- |
| 1    | Lauri Markkanen       | Finlandia | 195    | 7                |
| 2    | Luka Dončić           | Eslovenia | 182    | 7                |
| 3    | Dennis Schröder       | Alemania  | 177    | 8                |
| 4    | Giannis Antetokounmpo | Grecia    | 176    | 6                |
| 5    | Willy Hernangómez     | España    | 155    | 9                |
| 6    | Evan Fournier         | Francia   | 138    | 9                |
| 7    | Lorenzo Brown         | España    | 137    | 9                |
| 7    | Franz Wagner          | Alemania  | 137    | 9                |
| 9    | Simone Fontecchio     | Italia    | 136    | 7                |
| 10   | Aleksandar Vezenkov   | Bulgaria  | 134    | 5                |

Fuente: FIBA Europa

### Quinteto ideal
| Quinteto ideal Fuente                                                             |
| --------------------------------------------------------------------------------- |
| Dennis Schröder Lorenzo Brown Giannis Antetokounmpo Willy Hernangómez Rudy Gobert |
| MVP: Willy Hernangómez                                                            |